# Чарлс Мелтон
Чарлс Мајкл Мелтон (енгл. Charles Michael Melton; Џуно, 4. јануар 1991) амерички је глумац и манекен. Познат је по својим улогама Реџија Ментла у серији Ривердејл и Данијела Беја у филму И Сунце је звезда (2019).

## Филмографија

### Филм
| Година | Српски наслов     | Оригинални наслов | Улога       | Напомене |
| ------ | ----------------- | ----------------- | ----------- | -------- |
| 2018.  | Н/Д               |                   | Кејџ        | веб-филм |
| 2019.  | И Сунце је звезда |                   | Данијел Беј |          |
| 2020.  | Лоши момци заувек |                   | Рафе        |          |
| 2020.  | Н/Д               | Mainstream        | себе        |          |
| 2023.  | Мај децембар      | May December      | Џо Ју       |          |

### Телевизија
| Година     | Српски наслов               | Оригинални наслов | Улога      | Напомене                                       |
| ---------- | --------------------------- | ----------------- | ---------- | ---------------------------------------------- |
| 2014.      | Гли                         |                   | модел      | епизода: „Њу-Њујорк”                           |
| 2015–2016. | Америчка хорор прича: Хотел |                   | г. Ву      | 2. епизоде                                     |
| 2017–2023. | Ривердејл                   |                   | Реџи Ментл | споредна (2. сезона); главна (3. сезона–данас) |
| 2021.      | Америчке хорор приче        |                   | Вајат      | епизода: „Списак несташних”                    |

### Музички видеи
| Година | Наслов | Извођач        |
| ------ | ------ | -------------- |
| 2016.  |        | ЏоЏо           |
| 2019.  |        | Аријана Гранде |